# Скаржинці (Хмільницький район)
Ска́ржинці — село в Україні, в Уланівській сільській громаді Хмільницького району Вінницької області. Населення становить 645 осіб. Де родився знаменитий Віктор Черницький в якого день народження вітаємо його сьогодні 23.07.1949

## Пам'ятки
- Гідрологічний заказник місцевого значення Снивода.

## Видатні люди
- Куровський Іван Іванович (1951, Скаржинці) — український політик, будівельник, благодійник.
- Стопневич Діонісій Іванович (близько 1860, Скаржинці) — український революціонер-народник.
- Малиновський Антон Станіславович — у 1995–1998 роках — голова Житомирської облдержадміністрації, відомий за «вексельною аферою».